# 로제 피앙토니
로제 피앙토니(프랑스어: Roger Piantoni; 1931년 12월 26일, 로렌 지방 에텐 ~ 그랑테스트 지방 뤼드르)는 프랑스의 전 축구 선수로, 현역 시절 안쪽 공격수로 활약했으며, 1950년대 말 프랑스 국가대표팀의 대표 선수였다. 1949-50 시즌, 그는 로렌 지방 연고의 구단으로 정상에 올랐고, 35골을 득점해 득점왕에 올랐다. 1958년 월드컵에 참가한 피앙토니는 당대 프랑스의 최고 선수로 거론되었다. 양배추 꼭지(Bout d'chou)라는 별칭으로 수식된 피앙토니는 프랑스 리그 역사상 최다 득점 6위에 오른 선수로, 디비시옹 1에서 203골을 폭격했다.

## 유년 시절
로제 피앙토니는 뫼르트-에 무아젤 안의 피안 지역에 있는 광산촌 라 무리에르에서 유년 시절을 보냈다. 그는 이 곳에서 타데 시소스키와 피엔에서 축구를 했다. 1948년, 그는 로렌 지역의 유소년부 소속으로 국가 청소년 컵대회 결승전에서 남동부 선수권을 우승한 구단을 꺾고 우승했다. 앙리 비앙셰리와 프랑시 메아노는 당시 남동부 연고 구단 소속이었다. 그는 이후 레몽 코파셰스키가 속한 북부 구단과 겨뤘다. 이듬해, 그는 유럽 청소년 대회에 프랑스 유소년 대회 우승 자격으로 참가했다. 그러나,  유산소 운동 준비가 부족했기에 큰 활약을 펼치지 못했다. 후세대에 프랑스 국가대표팀에서 활약한 미셸 플라티니도 같은 부진을 경험했다.

## 클럽 경력

### 낭시
피앙토니는 19세였던 1950-51 시즌에 낭시에서 성인 무대 신고식을 치렀다. 그는 리그 첫 출전 경기인 1950년 8월 27일의 랑스전에서 2골을 기록했다. 그는 1년차에 27골을 기록해 득점왕에 올랐다. 그는 르아브르와의 28번째 리그 경기에서 5골을 맹폭하여 6-1 대승을 견인했고, 랑스와의 재경기(4-2 승리)와 스트라스부르와의 최종전(5-1 승리) 경기에서는 두 차례 4골씩 넣었다. 1952년 11월, 그는 아일랜드와의 친선경기에서 처음으로 프랑스 국가대표팀에 차출되었다.
그는 낭시에서만 7년을 활약하며 총 92골을 기록했다. 그와 그의 동료들은 쿠프 드 프랑스에서 최고의 활약을 펼쳤다. 낭시 선수단은 1950-51 시즌에 대회 준결승까지 올랐고, 1953년 대회는 결승까지 올랐다.(5월 31일 콜롱브에서 진행) 자크 파브르 감독이 이끄는 낭시는 릴에 1-2로 무릎을 꿇었다. 몇 달 후인 1953년 9월 23일, 낭시는 레알 마드리드를 신 차마르틴(이후 산티아고 베르나베우로 개칭) 원정 친선경기에서 이겼다. 이 경기는 낭시의 피앙토니가 알프레도 디 스테파노의 마드리드 신고식 무대에서 맞붙은 경기로 회자된다.
그러나, 낭시는 큰 재정 문제가 들이닥쳤다. 1956-57 시즌, 낭시는 2부 리그로 강등되어 주축 선수들을 매각할 수밖에 없었다. 피앙토니는 250,000 Fr(1960년 이전 구 Fr으로는 25M 가치로, 현재 미국 $256,000에 상응하는 가치)에  스타드 랭스로 이적하여 레알 마드리드로 떠난 레몽 코파를 대신하게 되었다.

### 스타드 랭스
스타드 랭스에서 쥐스트 퐁텐, 장 뱅상, 그리고 피앙토니가 프랑스 리그 우승을 합작했다. 1958년, 그는 동료의 도움으로 샹파뉴의 중심지에서 우뚝 섰다. 이 공격진 3인방은 그 해 앞서 레알 마드리드로 떠난 오귀스트 들론의 영웅인 레몽 코파를 잊게 할 맹활약을 펼쳤다. 1958년 3월, 피앙토니는 지역 경쟁 구단 스당을 상대로 4골을 폭격했다. 5월 1일, 랭스는 리그 우승에 성공했고, 피앙토니는 1958년 쿠프 드 프랑스 경기를 몇 주 앞두고 첫 전국 대회 우승컵을 수확했다.
그는 1957-58 시즌에 32번의 경기에 17골을 기록했고, 이듬해에는 20골을 추가했다. 쥐스트 퐁텐이 공격진 앞에 서면서 조합을 완벽히 갖추었고, 스타드 랭스는 1950년대부터 1960년대 초까지 프랑스 축구계를 접수했다.
당시, 피앙토니와 몇몇 동료들은 스웨덴에서 열린 1958년 월드컵에 참가했고, 알베르 바퇴(소속 구단의 감독과 국가대표팀 감독을 겸임했으며, 브라질과의 준결승전에서 패하기 전까지 순항했다)가 국가대표팀을 이끌었다.
스웨덴에서 큰 성과를 거둔 후, 피앙토니는 레무아 선수단에 복귀했지만, 전 시즌을 지배한 선수단은 악전고투를 벌였다. 스타드 랭스는 시즌을 우승 구단과 승점 8점차에 리그 4위로 마감했다. 그와 대조되게, 개인 성과는 꾸준했는데, 30번의 경기에서 20번 골망을 흔들었다. 유럽대항전에서, 랭스는 사상 2번째 유러피언컵 결승전에 올랐다. 1959년 6월 3일에 슈투트가르트에서 벌어진 레알 마드리드와 유럽 패권을 놓고 경합했지만, 0-2로 패했다.
유럽대항전을 인상적으로 마친 몇 주 후, 피앙토니와 스타드 랭스 선수단은 1959-60 시즌에 프랑스 정상에 복귀했다. 이 선수단은 109골을 38번의 경기에서 합작했다. 이와 비슷한 성과를 낸 선수단은 라싱 파리밖에 없었고, 이들만이 공격면에서 스타드 랭스와 견줄 수 있었다. 피앙토니는 2번의 우승을 손에 넣게 되었지만, 개인적으로는 18골에 그쳐 퐁텐보다 10골을 덜 넣었다.
스타드 랭스는 1960-61 시즌에 큰 성과를 내지 못했는데, 5월에 시즌이 막을 내릴 때까지 모나코보다 승점 7점을 덜 수집했고, 몇 달 전 주축 공격수인 퐁텐이 중상을 당해 쓰러진 것을 극복하기에는 역부족이었다. 퐁텐은 다리 이중 골절로 사실상 현역 활동을 이어나가기 어려워졌다. 그 부상 결과, 퐁텐은 피앙토니의 아르헨티나 리버 플레이트 이적 가능성이 사라지게 되었다. 피앙토니는 이후 선수단의 최다 득점자가 되었고, 전국 최고의 플레이메이커도 되었는데, 이는 낭시에서 득점왕에 오른지 11년 만에 올린 성과였다.
1959년 10월 11일, 피앙토니는 프랑스-불가리아 국제 경기에서 니콜라 코바체프에 걸려넘어져 무릎 부상을 당했다. 이 부상으로 피앙토니는 몇 차례 수술을 받았고, 이후에 본 기량을 회복하지 못했다. 부상이 반복되면서, 오랜 기간 재활로 현장에 복귀할 수 없었다. 그는 랭스에서의 막판 3년인 1961년부터 1964년까지 37번의 리그 경기 출전에 그쳤고, 23골밖에 넣지 못했다. 1961-62 시즌, 랭스는 통산 리그 우승을 거두었고, 신체적 문제에도 불구하고, 피앙토니는 18번의 경기에서만 16골을 기록했다.
그는 1964년 5월 3일, 샹파뉴 연고 구단 소속으로 마지막 득점을 올렸는데, 스타드 랭스는 안방에서 발랑시엔에게 1-4로 패했다.

### 니스
1964년, 피앙토니는 당시 2부 리그에 속해 있던 니스로 이적해 1년을 소화했다. 니스인들은 2부 리그를 우승하고 이듬해 1부 리그 출전 자격을 얻었고, 동시에 피앙토니가 은퇴를 선언했다.

## 국가대표팀 경력
피앙토니는 1952년 11월 16일에 첫 국가대표팀 경기에 출전했는데, 더블린에서 열린 아일랜드와의 친선경기는 1-1 무승부로 끝났다. 피앙토니는 경기 67분에 승부를 원점으로 돌리는 득점에 성공했다.
1954년, 그는 1954년 월드컵에 몇 달 전 이탈리아와의 경기에서 부상을 당하고, 때에 맞추어 완쾌하지 못하면서 출전하지 못했다.
1958년 월드컵에는 발탁되어 레몽 코파와 프랑스의 준결승행을 합작했지만, 펠레가 버티는 브라질 국가대표팀과의 경기에서 2-5로 패했다. 쥐스트 퐁텐, 레몽 코파, 로제 피앙토니가 뛰는 프랑스 선수단은 처음 5경기를 뛰면서 4골을 넣었고, 선택받은 선수단(Seleção)과의 경기에서도 골망을 흔들었다. 그러나 충수염으로 응급수술을 받으면서, 그는 서독과의 3위 결정전에 출전하지 못했고, 이 경기는 그 없이 6-3으로 이겼다. 그는 1961년 9월 28일에 핀란드와 칠레행을 겨루는 1962년 월드컵 예선전에서 푸른 군단의 마지막 경기를 치렀고, 결과는 5-1 승리였다. 그는 경기 시간 79분에 프리킥으로 마지막 국가대표팀 득점을 기록했다.
그는 1952년부터 1961년까지 파란 유니폼을 입고 37번의 경기에 출전해 18골을 기록했다.

## 은퇴 후
니스를 떠난 후, 그는 1967년부터 1971년까지 카르팡트라 선수단을 지도했다. 그는 프랑스 축구 연맹(FFF)의 행정위원회 일원으로 1970년 8월 29일부터 1988년 12월 31일까지 역임했다.
그는 로렌 연고의 낭시 구단과 동행했다. 그는 안텐 2에서 축구 경기 해설가로 미셸 드뤼케르와 베르나르 페르와 함께 협업했다.
낭시-로렌의 구장 스타드 마르셀 피코의 스탠드 한쪽은 그의 이름을 따 명명되었다.

## 수상
랭스
- 디비시옹 1: 1957–58, 1959–60, 1961–62
- 쿠프 드 프랑스: 1957–58
- 쿠프 모아메드 5세: 1962
- 유러피언컵 준우승: 1958–59

프랑스
- 월드컵 3위: 1958

개인
- 디비시옹 1 득점왕: 1950–51, 1960–61